# Giuliana Chenal Minuzzo
Giuliana Chenal Minuzzo (* 26. November 1931 in Marostica, Provinz Vicenza, Venetien; † 11. November 2020 in Aosta) war eine italienische Skirennläuferin. Chenal Minuzzo war die erste Italienerin, die eine Medaille bei Olympischen Winterspielen gewann (1952). 1956 hat sie als erste Frau überhaupt den olympischen Eid gesprochen.

## Biografie
Giuliana Minuzzo feierte als 17-Jährige erste Erfolge im Skisport (bei den italienischen Meisterschaften und beim internationalen Rennen Coppa Femina in Abetone). Weitere internationale Erfolge folgten, unter anderem mit drei Siegen (2 × Slalom und 1 × Kombination) bei den SDS-Rennen in Grindelwald von 1953 bis 1961 oder einem Riesenslalomsieg bei den Silberkrugrennen in Bad Gastein 1961.
Bei den Olympischen Winterspielen 1952 nahm Minuzzo an allen drei alpinen Skidisziplinen teil und erreichte eine Bronzemedaille in der Abfahrt. 1952 heiratete Minuzzo und änderte ihren Namen in Giuliana Chenal Minuzzo. Ihre Tochter Silvana wurde in dieser Zeit geboren. Bei den Olympischen Winterspielen 1956 im eigenen Land erreichte sie in der Abfahrt und im Slalom jeweils den vierten Platz. In der Kombination, die nur als Weltmeisterschaft zählte, gewann sie die Bronzemedaille. Vier Jahre später, bei den Olympischen Winterspielen 1960, konnte sie die Bronzemedaille im Riesenslalom gewinnen. Eine weitere internationale Platzierung war noch Rang 4 im Slalom beim traditionellen Saisonstart im Dezember 1960 in Val-d’Isère. Chenal Minuzzo beendete 1963 ihre Karriere mit dem neunten italienischen Meistertitel, dieses Mal im Slalom. Während der Eröffnungsfeier der Olympischen Winterspiele 2006 in Turin hielt sie die olympische Flagge, als Giorgio Rocca und Fabio Bianchetti den Eid sprachen.

## Statistik

### Olympische Winterspiele
(zählten zugleich als Weltmeisterschaften)
- Oslo 1952: 3. Abfahrt, 8. Slalom, 20. Riesenslalom
- Cortina d’Ampezzo 1956: 4. Slalom, 4. Abfahrt, 13. Riesenslalom, 3. Kombination*
- Squaw Valley 1960: 3. Riesenslalom, 10. Slalom

* Die Kombination zählte nur als Weltmeisterschaftsbewerb

### Italienische Meisterschaften
Giuliana Chenal Minuzzo gewann von 1952 bis 1963 insgesamt 9 italienische Meistertitel:
- Slalom (4): 1953, 1955, 1959, 1963
- Riesenslalom (2): 1951, 1953
- Abfahrt (3): 1952, 1953, 1955